# Золото Рейну
«Зо́лото Рейну» (нім. Das Rheingold) — опера на одну дію німецького композитора Ріхарда Вагнера, пролог циклу «Перстень Нібелунга».
Лібрето всього циклу було написано Вагнером у Цюриху в 1849—52 роках. Музика до опери складена в 1852—54 роках там же. Вперше опера була поставлена 22 вересня 1869 року в Мюнхені під орудою Франца Вюльнера; Вагнер залишився незадоволений цим, оскільки був переконаний, що тетралогія повинна ставитися в повному обсязі, але цей задум здійснився лише в 1876 році на першому Байройтському фестивалі: «Валькірія» була представлена 13 серпня, диригував Ганс Ріхтер.
Опера «Золото Рейну» відрізняється надзвичайно довгим часом знаходження в одній тональності — тональність мі-бемоль мажор асоціюється у автора з зорею світу, в цій тональності (без жодних відхилень) опера звучить від початку протягом 136 тактів. Крім того, це одна з найдовших опер без антракту — її тривалість варіюється від 2 годин 20 хвилин до 2 годин 50 хвилин, залежно від узятих темпів.

## Дійові особи
Боги:
- Вотан, владика богів і людей — бас або баритон
- Фрікка, дружина Вотана, богиня шлюбу — мецо-сопрано
- Фрея, сестра Фрікки, богиня любові, молодості та краси — сопрано
- Логе, напівбог вогню — тенор
- Ерда, богиня землі та долі — контральто
- Доннер, брат Фреї, бог грому — бас
- Фро, брат Фреї, бог весни та сонця — тенор

Велетні:
- Фазольт, велетень, закоханий у Фрею — бас або баритон
- Фафнер, велетень, брат Фазольта  — бас

Нібелунги:
- Альберіх, гном — баритон
- Міме, гном, брат Альберіха, коваль  — тенор

Доньки Рейну:
- Воглінда, русалка, дочка Рейну — сопрано
- Вельгунда, русалка, дочка Рейну — сопрано або мецо-сопрано
- Флосхільда, русалка, дочка Рейну — мецо-сопрано

## Дія

### Сцена перша
У глибинах Рейну. Русалки Воглінда, Вельгунда і Флосгільда весело граються. Несподівано з'являється нібелунг Альберіх (потворний гном — король карликів-нібелунгів, мешканців земних надр), домагаючись їх кохання. Русалки насміхаються над ним, дражнять та тікають від Альберіха.. Несподівано промінь сонця падає на вершину скелі, і та починає світитися — це Золото Рейну. Русалки зачаровані його блиском. Вражений побаченим, Альберіх випитує у них таємницю золота: той, хто відкине любов і скує кільце з цього золота, стане володарем світу. Хоча Дочки Рейну повинні зберігати таємницю скарбу, вони не бачать в хтивому Альберіху загрози, адже він більше всіх бажає любові, а значить не здатний вкрасти золото. Але жадібний Альберіх проклинає любов і заволодіває золотом («Bangt euch noch nicht?», «Я вам смішний?») під відчайдушні вигуки дочок Рейну.

### Сцена друга

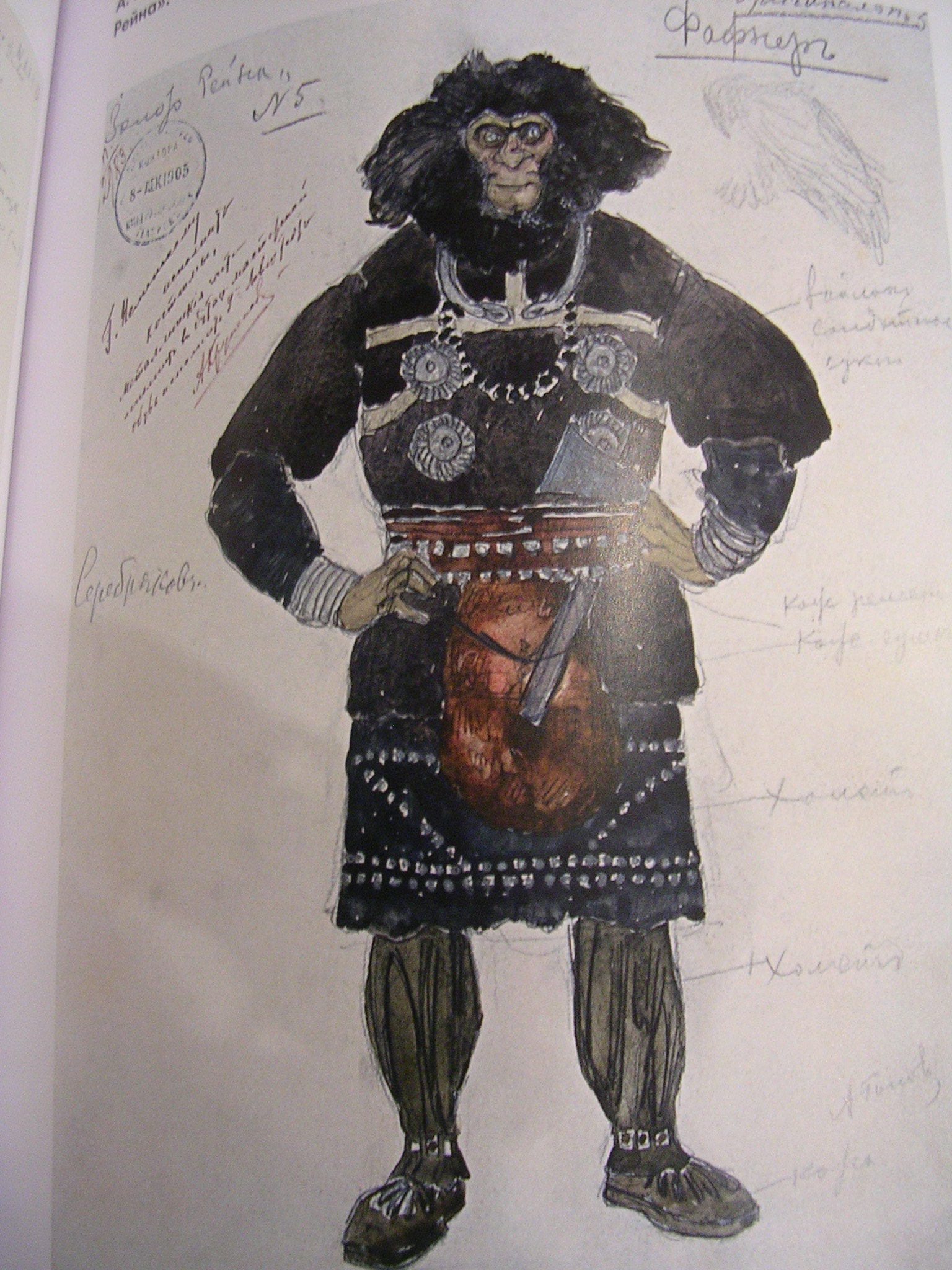
О. Я. Головін. Фафнер. Ескіз для постановки в Маріїнському театрі (1905)

Одноокий верховний бог Вотан, спить на вершині гори, з прекрасним замком позаду нього. Його дружина Фрікка будить його і вони разом милуються стінами замку, спорудженого для богів велетнями Фазольтом і Фафнером. Фрікка нагадує Вотану обіцянку дану велетням — за спорудження замку Вотан повинен подарувати їм за це її сестру Фрею, богиню краси і молодості. Фрікка хвилюється за сестру, але Вотан запевняє її що півбог вогню Логе знайде можливість іншого платежу.
До них в паніці виходить Фрея, відразу за нею йдуть велетні Фазолт і Фафнер. Велетні вимагають свою нагороду («Sanft schlob Schlaf dein Aug '»; «Твій сон солодкий був»). Фафнер нагадує, що влада Вотана тримається договорами, вирізьбленими на його списі, серед них і обіцянка дана гігантам, яку Вотан не може порушити. До Фреї ідуть на допомогу брати: Фро, бог весни, і Доннер, бог грому, але вони безсилі, так як Вотан не може дозволити застосування сили для розірвання угоди і чекає на появу хитрого Логе, півбога вогню, з рішенням.
По прибуттю Логе повідомляє сумні новини: немає нічого ціннішого за кохання, тому не може бути іншої плати ніж Фрея. Логе зміг відшукати тільки один випадок, коли хтось добровільно відцурався кохання заради чогось іншого: Альберіх, володар Нібелунгів, відцурався кохання, вкрав золото Рейна і викував з нього могутній магічний перстень.
Всі починають обговорювати магічний перстень і його сили, і кожен і кожна знаходять гарні причини аби ним володіти.
Фафнер пропонує іншу угоду: велетні згодні прийняти скарб нібелунга в якості плати замість Фреї, та до отримання золота беруть Фрею в заручниці, погрожуючи лишити її навіки поки боги не викуплять її золотом нібелунга до кінця дня.
Саме золоті яблука Фреї давали богам вічну молодість та юність. Розлучившись з нею, боги одразу ж старіють та слабшають. Щоб повернути Фрею, Вотан і Логе спускаються в край нібелунгів за золотом.

### Сцена третя
У Нібельгаймі, глибокій підземній ущелині, Альберіх поневолив усіх інших гномів-нібелунгів силою персня. Він змусив свого брата Міме скувати для нього чарівний шолом Тарнхельм. Демонтсруючи силу шолома Альберіх стає невидимим, що дозволяє йому краще знущатись над своїми підданими.
Коли Логе і Вотану прибувають у Нібельгайм, Міме розповідає їм про страждання нібелунгів під владою Альберіха. Альберіх повертається, наказуючи своїм рабам зібрати величезну купу золота. Він вихваляється богам своїми планами поневолити увесь світ за допомогою персня.
Логе питає як він може захиститись від крадіжки поки спить. Альберіх хвалиться, що шолом захистить його, бо Тарнхельм робить того, хто його одягає, невидимим або міняє його зовнішність. Логе сумнівається що це можливо і просить продемонструвати силу шолома, на що Альберіх перетворюється у величезного змія. Логе робить вигляд, що дуже злякався, і питає чи може Альберіх перетворитись на щось мале, адже це було б дуже корисно для ховання. Коли Альберіх перетворюється на жабу, боги забирають у нього шолом і беруть його в полон.

### Сцена четверта
Палац богів на вершині гори. Вотан і Логе вимагають у Альберіха золото нібелунгів в обмін на свободу. Альберіх, зв'язаний, за допомогою чарівного кільця наказує, щоб нібелунги принесли всі скарби як викуп за його життя. Він просить повернути йому чарівний шолом, але Логе лишає його собі як частину викупу.
Альберіх плекає надію лишити собі перстень, проте Вотан вимагає і його, а на відмову насильно зриває перстень з руки гнома. Альберіх в безсилій люті вивергає прокляття: поки перстень не повернеться до нього, всі хто ним володіють будуть жити в постійній тривозі, і будуть невідворотно пограбовані та вбиті за нього («Wie durch Fluch er mir geriet, verflucht sei dieser Ring!»; «Ти прокляттям був народжений, — будь проклятий, перстень мій!»). Вотан не слухає його.
Повертаються велетні і Фрея, а з нею юність богів. Фазольт, не бажаючи відпускати Фрею, вимагає щоб золота було стільки, щоб воно вкривало Фрею з голови до ніг. Золота не вистачає, і Вотан змушений віддати шолом. Але Фазольт помічає невелику щілину, через яку все ще видно одне око богині. Логе каже що золота більше немає, проте Фафнер, помітивши перстень на руці Вотана, вимагає додати його до купи. Логе апелює до того, що перстень належать дочкам Рейну, проте Вотан розгнівано заявляє, що планує лишити перстень собі. На це велетні забирають Фрею і починають виходити.
Із земної глибини виходить Ерда, богиня землі і мудрості. Вона суворо дорікає Вотану, погрожуючи прокляттям нібелунга та вимагаючи, щоб він віддав прокляте кільце («Wie alles war, weiß ich»; «Про все, що сталося, я знаю»). Наляканий Вотан кориться і віддає перстень велетням.
Велетні відпускають Фрею та починають ділити золото, та тут же вступають у сутичку один з одним за володіння кільцем: Фафнер вбиває Фазольта і уходить з перснем. Нажаханий Вотан усвідомлює силу прокляття Альберіха.
Тепер становище богів стає ненадійним. Доннер збирає хмари щоб очистити повітря, і починається гроза. Потім ударами блискавок він розсіює хмари, і Фро простягає веселковий міст до замку. Вотан веде всіх богів та богинь до фортеці, яку називає Вальгаллою. Однак Логе не йде з ними — він спокушений думкою знищити зрадливих богів у вогні, і лишається аби обміркувати цю ідею.
Далеко внизу дочки Рейну, невидимі, просять повернути їм їхнє золото, звинувачуючи безсмертних у брехні і малодушності.